# کایزر آلومینیم
کایزر آلومینیم (انگلیسی: Kaiser Aluminum) شرکت آلومینیوم آمریکایی است، که در سال ۱۹۴۶ تأسیس شد.